# Emma Djédjé
Emma Djédjé er en ivoriansk håndboldspiller.

## Klubber
- Rombo Sport